# Олмо ал Брембо
Олмо ал Брембо (итал. Olmo al Brembo) је насеље у Италији у округу Бергамо, региону Ломбардија.
Према процени из 2011. у насељу је живело 404 становника. Насеље се налази на надморској висини од 573 м.

## Становништво
Према резултатима пописа становништва 2011. у општини је живело 518 становника.
| 1931. | 1936. | 1951. | 1961. | 1971. | 1981. | 1991. | 2001. | 2011. |
| ----- | ----- | ----- | ----- | ----- | ----- | ----- | ----- | ----- |
| 678   | 547   | 698   | 649   | 558   | 557   | 529   | 534   | 518   |